# Georgstraße
Die Georgstraße in Hannover ist die Haupteinkaufsstraße im Stadtteil Mitte der niedersächsischen Landeshauptstadt. Die etwa einen Kilometer lange Straße ist nach Georg III. benannt, ab 1760 Kurfürst von Braunschweig-Lüneburg („Kurhannover“) sowie König von Großbritannien und Irland bzw. König des Vereinigten Königreichs von Großbritannien und Irland (ab 1801) und in Personalunion ab 1814 erster König von Hannover.

## Beschreibung
Die Georgstraße erstreckt sich vom Steintor über den zentralen Platz Kröpcke bis zum Georgsplatz, der in den Aegidientorplatz übergeht. Die westliche Hälfte zwischen Steintor und Kröpcke ist als Fußgängerzone die wichtigste Einkaufsstraße der Innenstadt, die andere Hälfte mit dem Opernhaus und dem GOP Varieté Theater bildet zusammen mit Geschäften des gehobenen Bedarfs eine elegante Flaniermeile.
Im Bereich zwischen Aegidientorplatz und Kröpcke, insbesondere beim Georgsplatz, finden sich Plastiken, die im Rahmen der 1970 gestarteten Aktion Straßenkunst platziert wurden, aber auch Arbeiten wie „L'air“ (in Hannover als „Die Liegende“ bezeichnet) von Aristide Maillol, die die Nord LB im Jahr 1961 stiftete.
Im Abschnitt zwischen Opernhaus und Georgsplatz auf einer ausgedehnten Grünfläche finden sich Denkmale von Louis Stromeyer, Karl Karmarsch und Heinrich Marschner. Hier befindet sich außerdem das Mahnmal für die ermordeten Juden Hannovers von Michelangelo Pistoletto, eingeweiht 1994.
In den umsatzstärksten Einkaufsstraßen von Hannover wie der Georg-, der Bahnhof- und der Großen Packhofstraße werden Ladenflächen für den Einzelhandel mit bis zu 180 Euro pro m² (Stand 2010) vermietet. Nach einer Passantenfrequenzzählung im März 2015 liegt die Georgstraße mit 12.525 Fußgängern in der Stunde von 13.00 bis 14:00 Uhr an einem Samstag auf Platz sieben der Einkaufsstraßen in Deutschland.

### Schorsenbummel
Seit den 1980er Jahren findet jährlich im Mai, Juni und September jeweils sonntags von 11 bis 14 Uhr auf der Georgstraße als früherer Prachtmeile der Schorsenbummel statt. Die Bezeichnung Schorse als Abwandlung von Georg steht für König Georg III., der 1787 den Bau der Georgstraße mit 500 Talern bezuschusste. Der Schorsenbummel beruht auf einem Ritual aus den 1920er und 1930er Jahren, als wohlhabende Bürger, Angehörige des Adels sowie Gymnasiasten, Studenten und Offizieren auf der Straße zum „Sehen und gesehen werden“ flanierten. Beim heutigen Schorsenbummel handelt es sich um eine Art von Reenactment, bei dem kostümierte „Schorsenbummler“ auf der „Schorsengasse“, wie die Georgstraße auch genannt wurde, flanieren. Weitere Unterhaltung gibt es durch Musikgruppen, Kleinkunst und ein Platzkonzert vor dem Opernhaus.

## Geschichte
Die Straße entstand 1787 – unter Beteiligung des Hofsteinhauers und späteren Hof- und Ratsmaurermeister Johann Georg Taentzel – durch die Ausweisung von etwa 40 Baugrundstücken auf einem abgeflachten Wall der Stadtbefestigung Hannover, die ab 1779 geschleift wurde. Die Straße befand sich auf den früheren Festungsanlagen zwischen dem Steintor und der Aegidienneustadt, zu denen Graben, Wall und vier Bastionen gehörten. Die Straße wurde mit Villen als Repräsentationsstraße geplant.
Das erste Gebäude überhaupt an der neuen Straße entstand nach eigenen, ab 1792 entworfenen, 1795 vorgestellten und wohl erst um 1800 realisierten Plänen des Königlich Großbritannischen und Kurfürstlich Hannoverschen Hof-Zimmermeisters Johann Heinrich Daniel Holekamp an der Ecke zur – damaligen – Reitwallstraße.
Zwischen 1822 und 1825 ließ Georg Ludwig Friedrich Laves vier Häuser errichten.

Georgstraße in Höhe der Karmarschstraße, um 1890
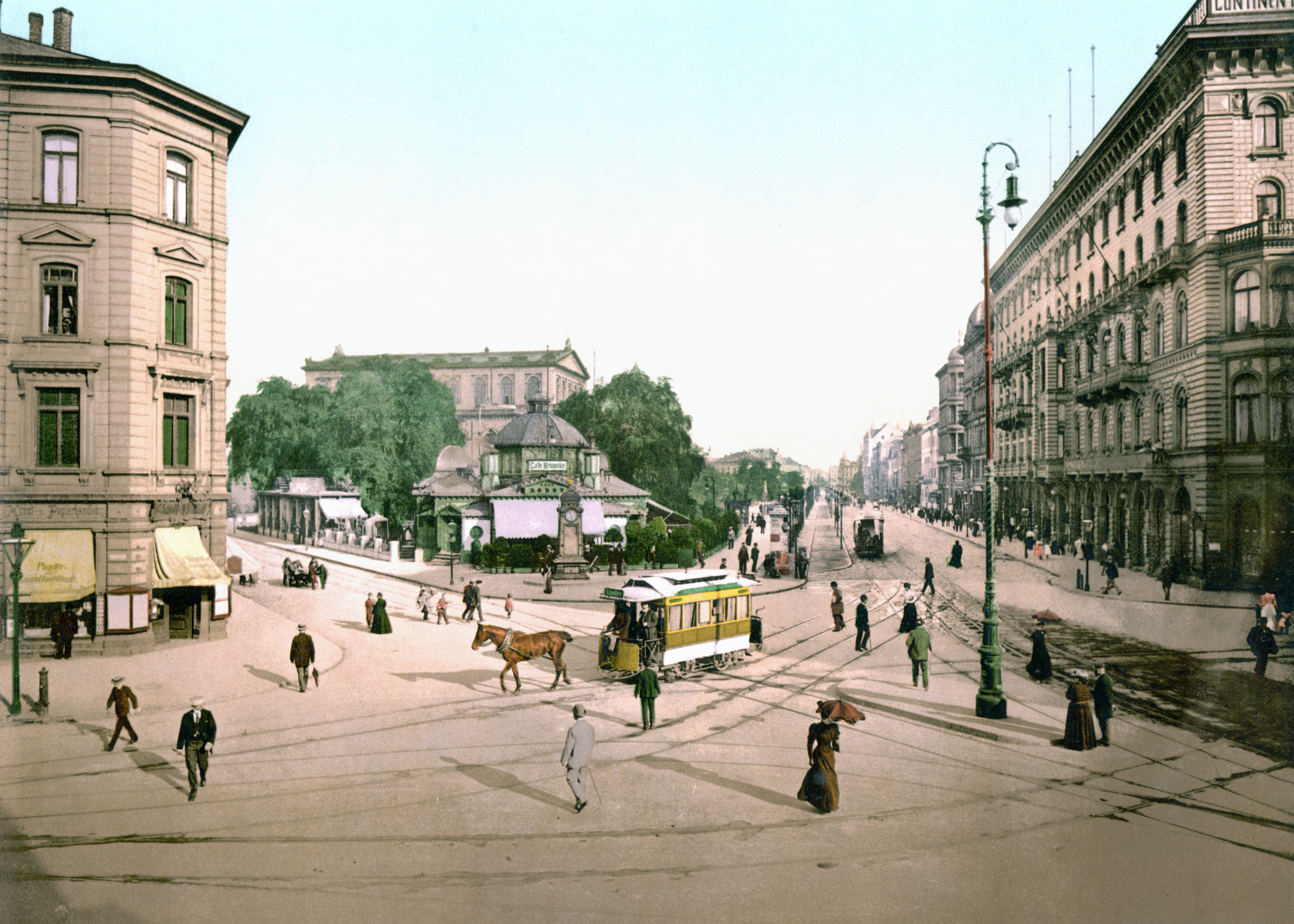
Blick auf Kröpcke und Opernhaus Hannover, um 1895
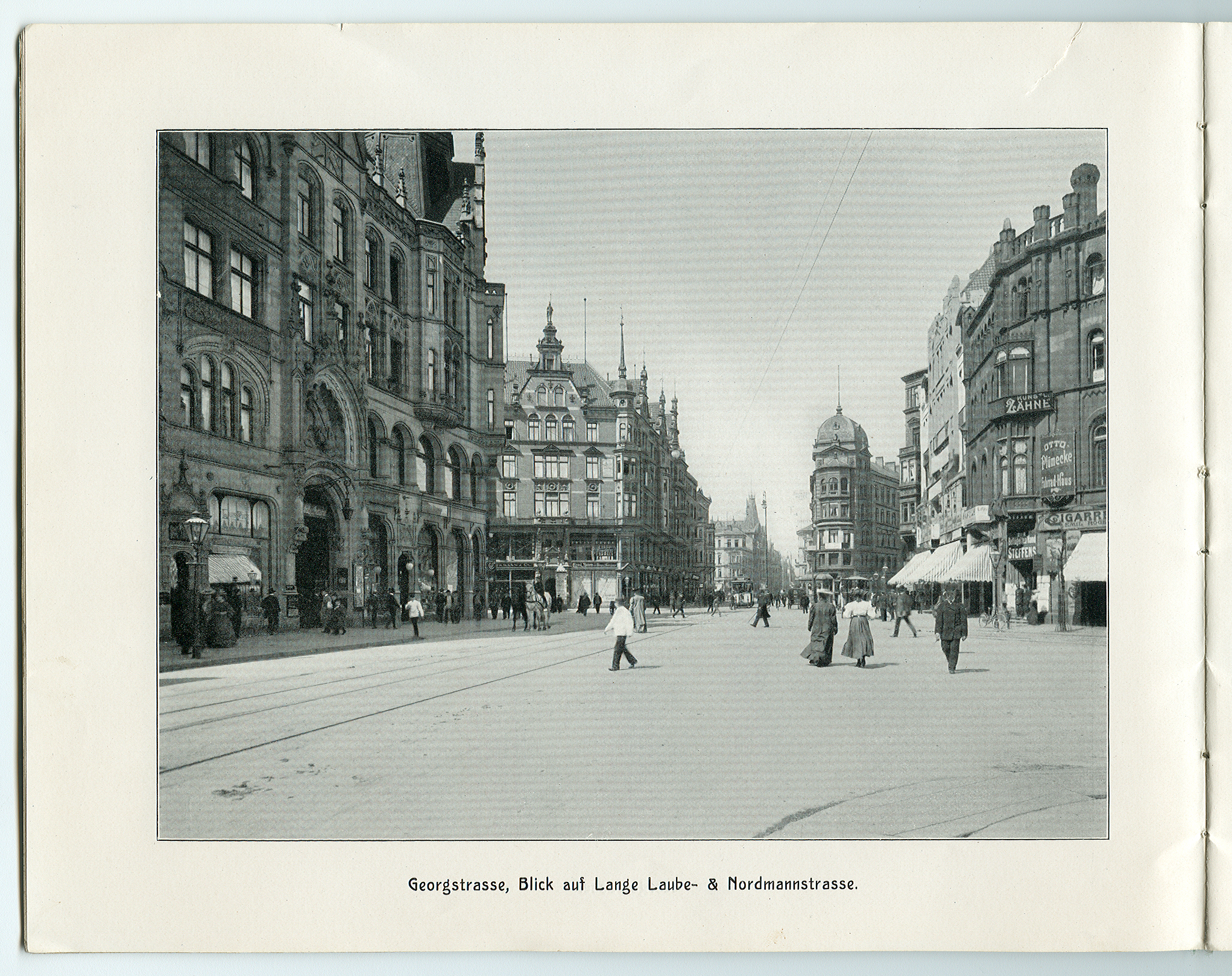
Blick Richtung Steintor. Links das Fuge’sche Haus mit Georgspassage, um 1900
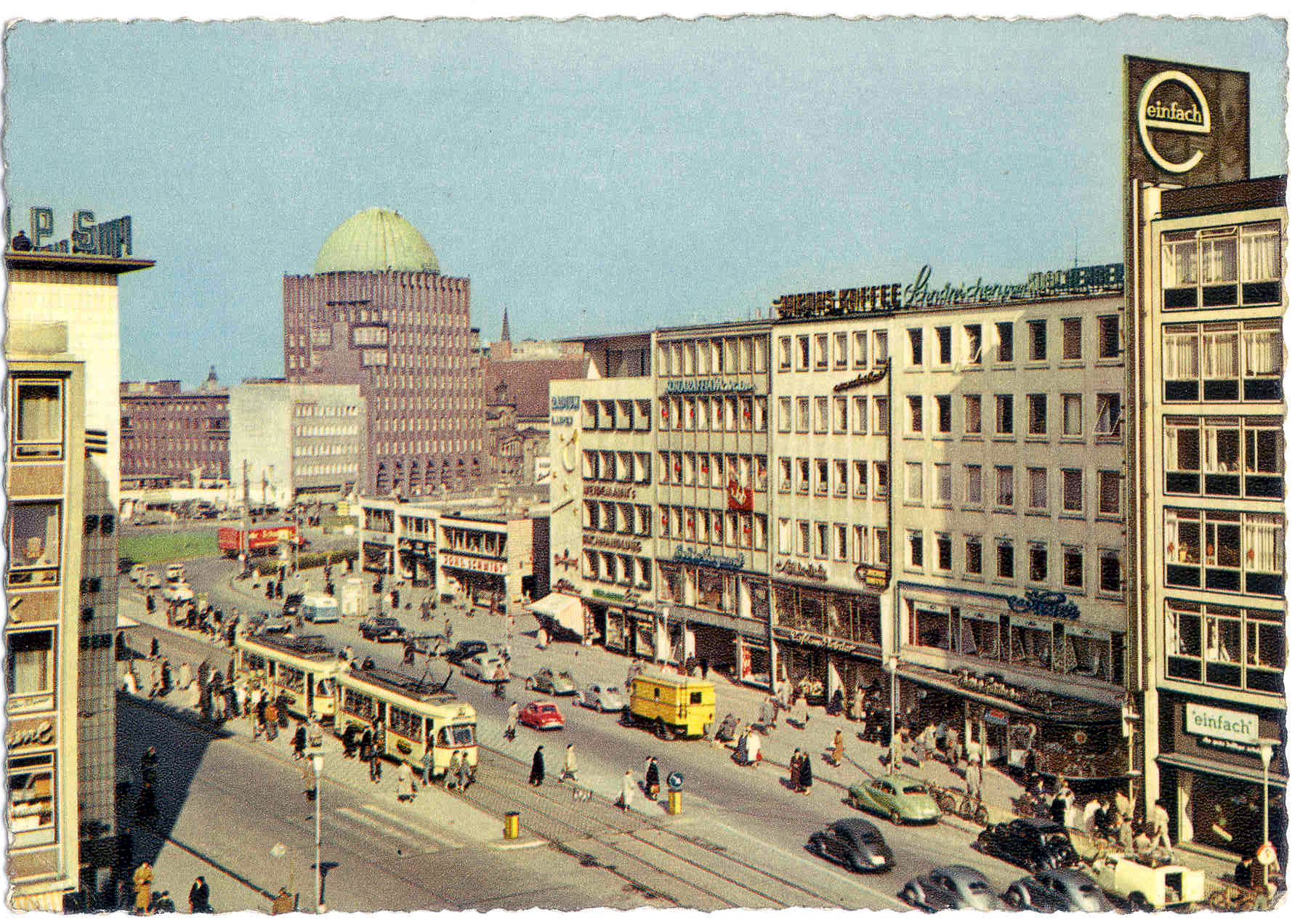
Blick zum Steintor, noch mit Straßenbahn, 1960er Jahre

## Architektur

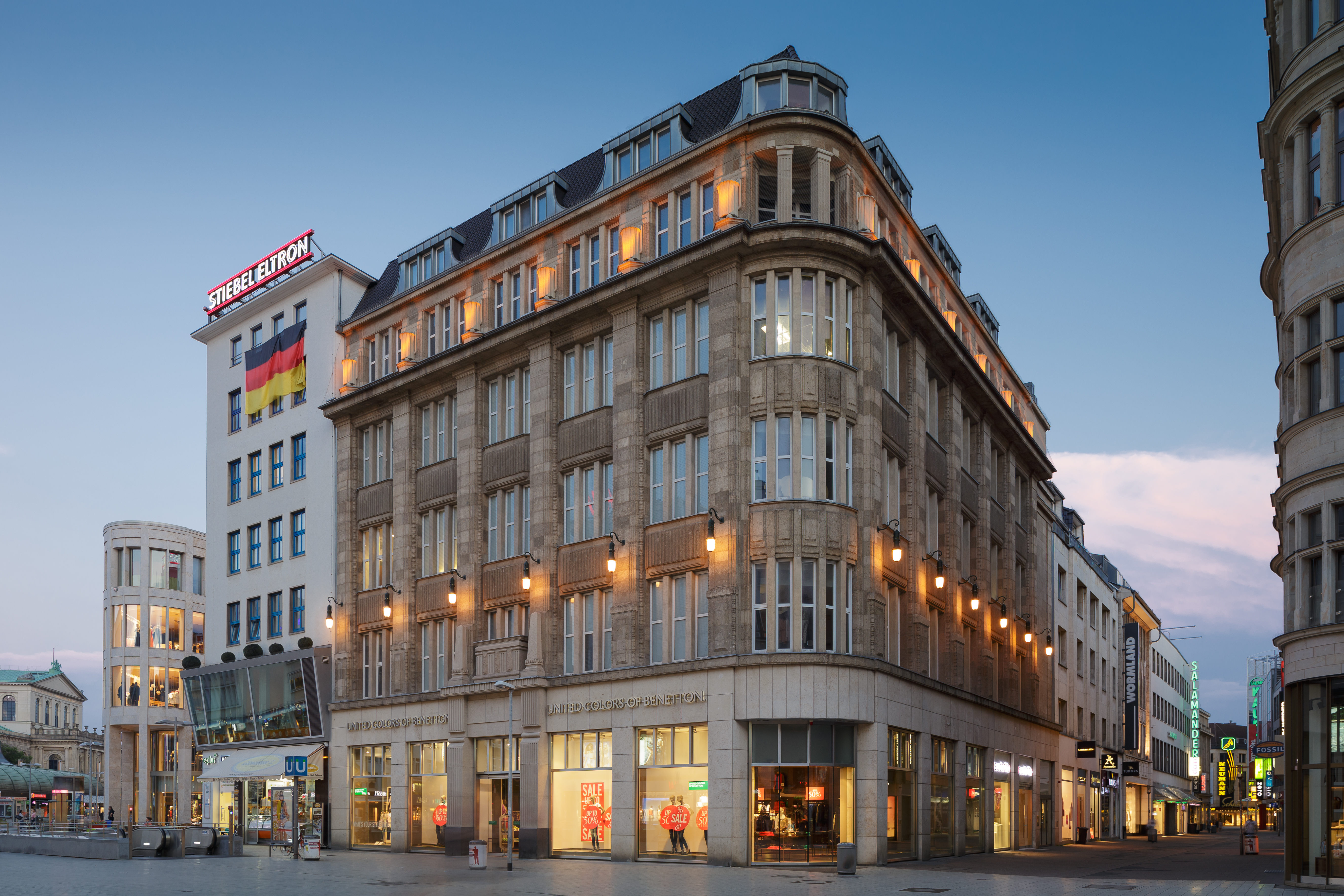
Denkmalgeschütztes Geschäftshaus Georgstraße 24

Erwähnenswert sind folgende Bau- und Kunstwerke entlang der Georgstraße:
- Normaluhr (denkmalgeschützt)
- Schillerdenkmal (denkmalgeschützt), geschaffen 1863 von Wilhelm Engelhard, 1982 an seinem heutigen Standort aufgestellt
- Geschäftshaus Georgstraße 2a (denkmalgeschützt)
- Drachentöterhaus, Georgstraße 10 (denkmalgeschützt), erbaut 1900–1901 nach Plänen von Hermann Schaedtler und Karl Hantelmann, ursprünglich ein Doppelhaus für den Möbelfabrikanten Louis Fuge, von dem nur noch die Eingangsfassade erhalten ist
- Geschäftshaus Georgstraße 12 (denkmalgeschützt)
- Geschäftshaus Georgstraße 22 (denkmalgeschützt): 1950 erfolgte der Innenausbau des nicht mehr existierenden Ladengeschäfts der Sprengel Schokoladenfabrik nach Plänen von Ernst Zinsser
- Geschäftshaus Georgstraße 24 (denkmalgeschützt)
- Figuren am Bahlsen-Haus, Georgstraße 27–29, 1950/51 geschaffen von Kurt Lehmann. Das Gebäude wird heute durch das Schuhhaus Gisy genutzt.
- Bei Georgstraße 30 sind Wappen zu Hannovers Partnerstädten im Pflaster eingelassen.
- Ehemaliges Kaufhaus Magis, Georgstraße 31/33 (denkmalgeschützt). Heute unter anderem genutzt als Filiale von Hennes & Mauritz und Douglas Parfümerien.
- Georgspalast, Georgstraße 36 (denkmalgeschützt), heute genutzt durch das GOP Varieté Theater Hannover.
- Geschäftshaus Georgstraße 44 (denkmalgeschützt)
- Kurierhaus als Sitz des ehemaligen Hannoverschen Kuriers, Georgstraße 52 (denkmalgeschützt)
- Haus Basse, Georgstraße 54 (denkmalgeschützt)

## Galerie

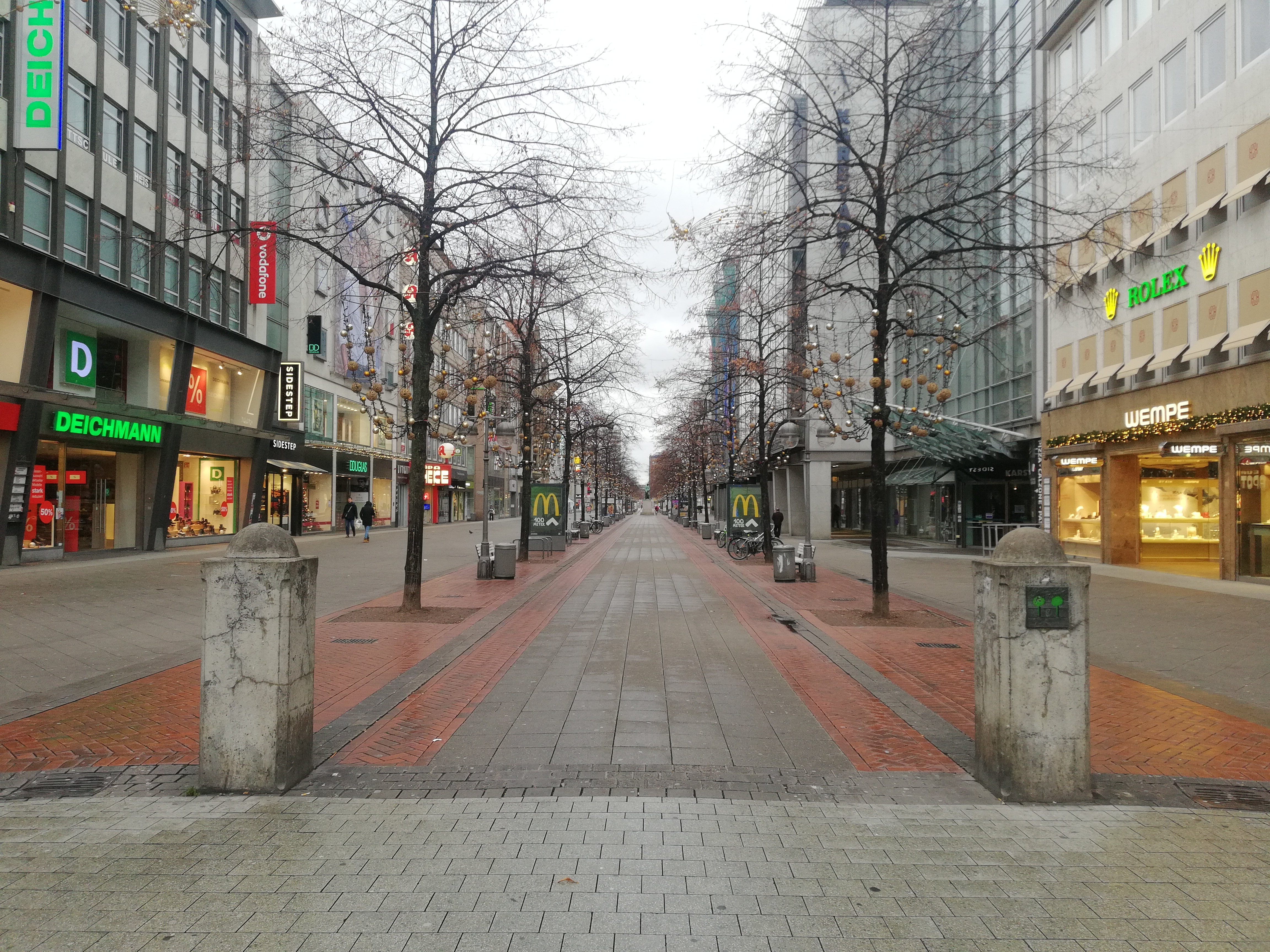
Allee Bepflanzung
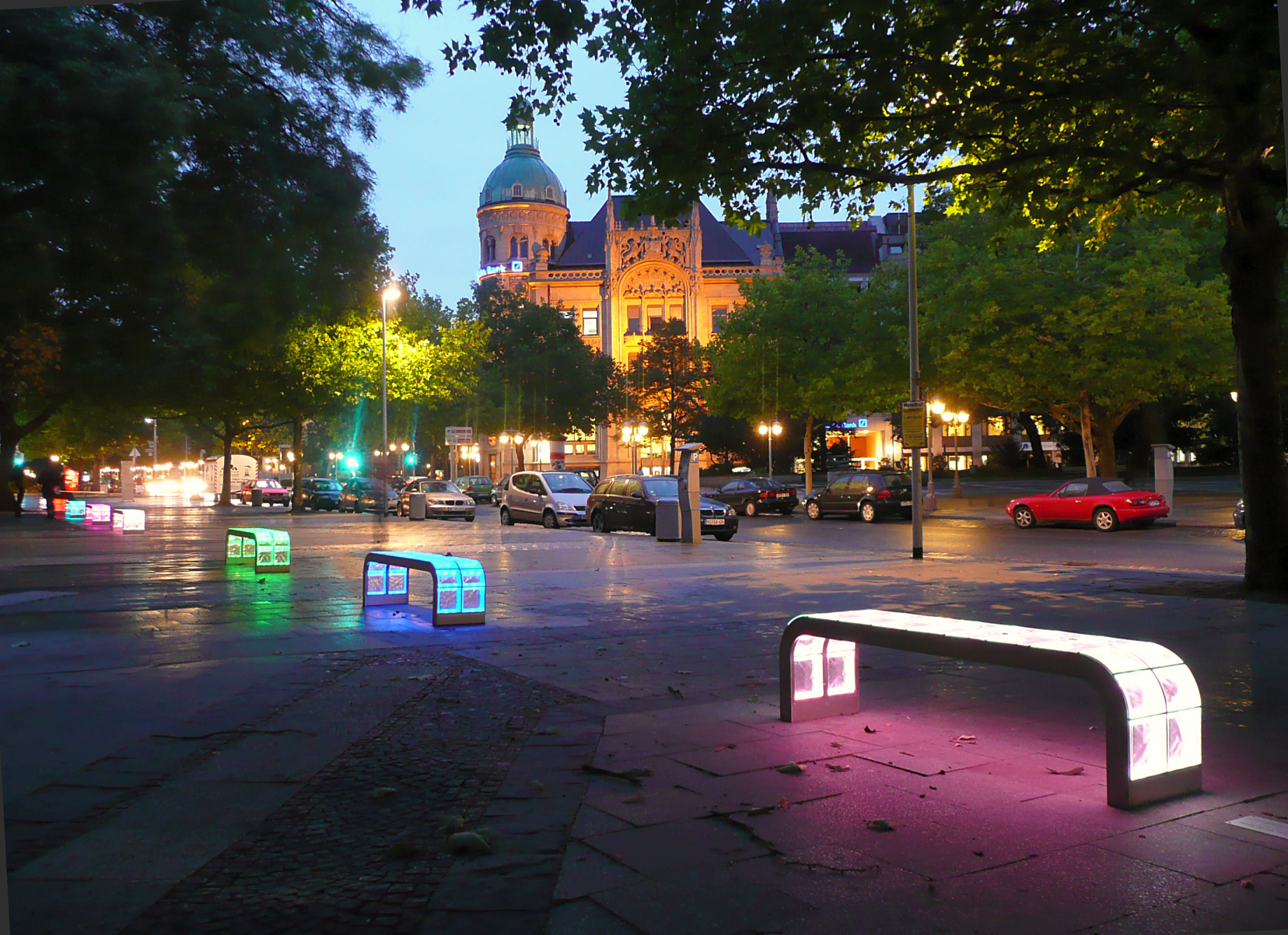
Farbig beleuchtete Sitzbänke von Francesco Mariotti Höhe Georgsplatz
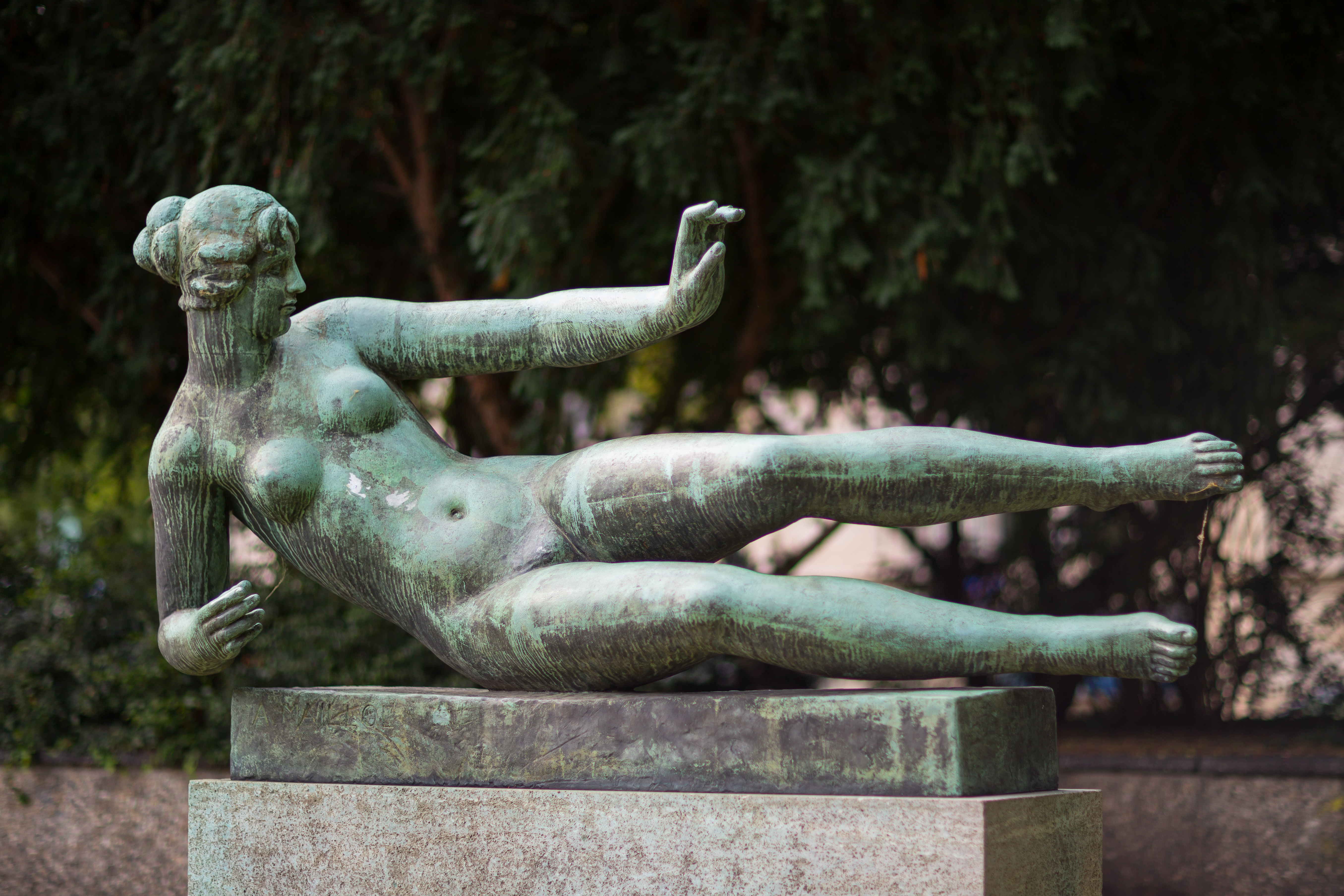
L’Air oder Die Liegende von Aristide Maillol
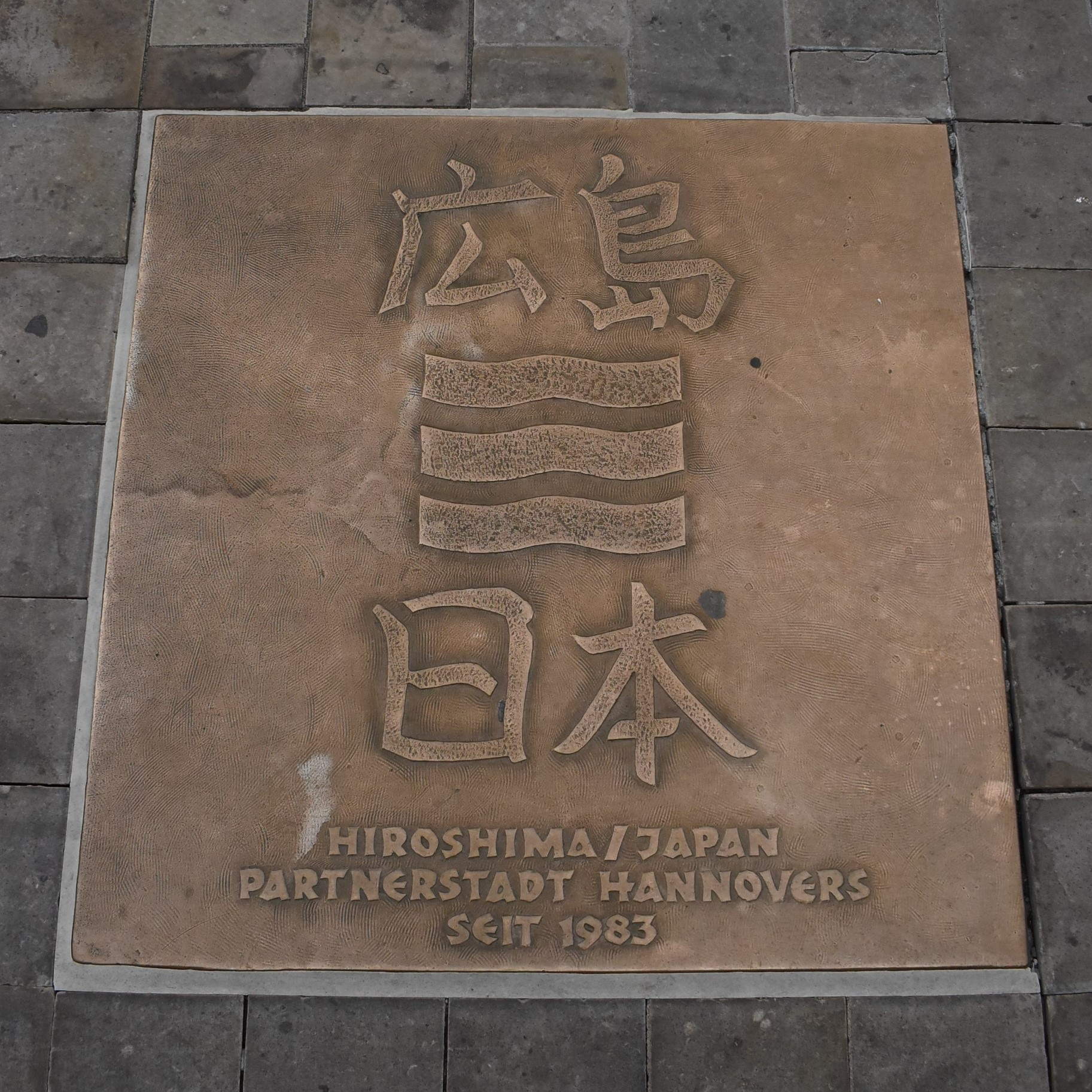
Wappen der Partnerstadt Hiroshima, Georgstraße 30: 広島 (Hiroshima), Stadtwappen, 日本 (Japan)